# Westmount—Saint-Henri
Westmount—Saint-Henri fut une circonscription électorale fédérale du Québec, située sur l'île de Montréal. Elle fut représentée à la Chambre des communes de 1917 à 1925.
La circonscription fut créée en 1914 avec une partie de la circonscription d'Hochelaga. La circonscription fut abolie en 1924 et redistribuée parmi les circonscriptions de Mont-Royal, Saint-Antoine et Saint-Henri.

## Géographie
En 1914, la circonscription comprenait:
- Une partie de la ville de Montréal comprise dans les quartiers Saint-Henri et Sainte-Cunégonde
- La ville de Westmount

## Députés
1. 1917-1921 — Joseph Alfred Leduc, PLC
2. 1921-1925 — Paul Mercier, PLC

- PLC = Parti libéral du Canada